# Rom (Fernsehserie)
Rom ist eine von HBO, der BBC und der RAI produzierte Fernsehserie, die am 28. August 2005 erstmals ausgestrahlt wurde. Sie schildert die fiktive Geschichte zweier Legionäre aus Caesars Armee vor dem Hintergrund des Untergangs der Römischen Republik und der Entstehung des Kaiserreichs unter Augustus.

## Hintergrund

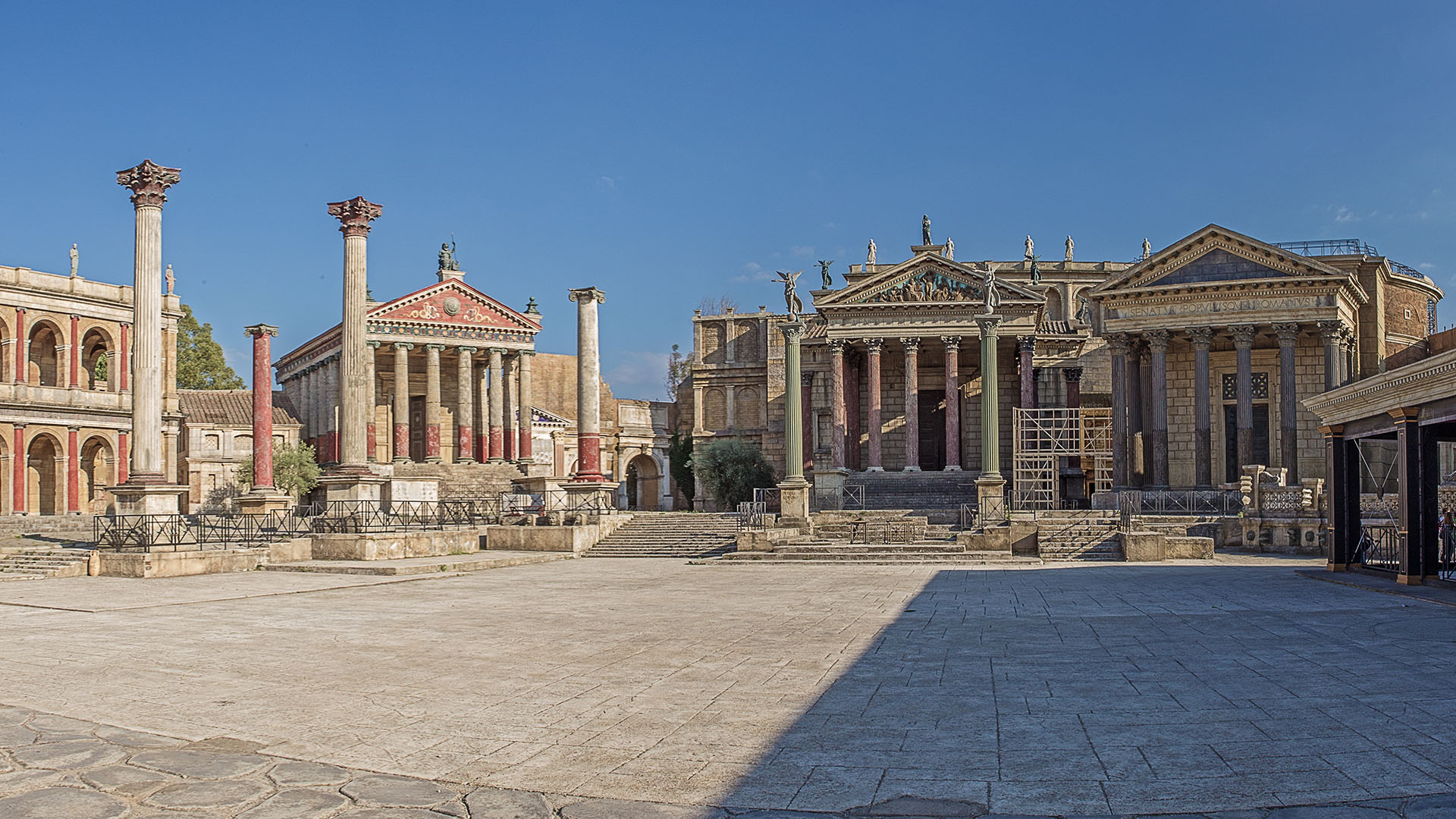
Set der Fernsehserie Rom im Cinecittà Filmstudio-Komplex

Es handelt sich um eine der bis heute teuersten Fernsehproduktionen. Die Herstellungskosten beliefen sich für die erste Staffel auf etwa 100 Mio. US-Dollar bei etwa 9 Mio. US-Dollar pro Folge. An ihr waren Drehbuchautoren und Regisseure mehrerer namhafter Fernsehserien beteiligt, so etwa verschiedene Regisseure von Serien wie Desperate Housewives, Die Sopranos, Six Feet Under oder Band of Brothers sowie Drehbuchautoren von Sex and the City. Einige Rollen wurden prominent besetzt.

## Handlung
Die Serie spielt in der Endphase der Römischen Republik von 52 v. Chr. bis 29 v. Chr. Ihre Handlung setzt ein mit der Kapitulation des gallischen Heerführers Vercingetorix vor Caesar nach der Schlacht von Alesia und endet mit dem Triumphzug Octavians nach seinem Sieg über Marc Anton und Kleopatra.

## Ausstrahlung
Im April 2006 begann die Produktion der zweiten und letzten Staffel, die Anfang 2007 ausgestrahlt wurde.
In Deutschland wurde die erste Staffel ab dem 15. Januar 2006 von Premiere und vom 8. Juli bis 12. August 2007 bei RTL II im deutschen Free-TV gezeigt. Der ORF 1 strahlte die Serie seit dem 11. Juli 2007 wöchentlich aus. In der Schweiz lief Rom ab dem 8. Juli 2007 auf 3+.

## 1. Staffel
Die erste Staffel schildert die Ereignisse der Jahre von 52 bis 44 v. Chr.: von der Unterwerfung des Vercingetorix kurz vor dem Ende des Gallischen Krieges über den Römischen Bürgerkrieg und Caesars Aufstieg zur Alleinherrschaft bis zu dessen Ermordung. Vor dem Hintergrund der Machtkämpfe zwischen den Anhängern Caesars und dem konservativen Senatsadel um Pompeius, Cato und Brutus agieren Personen wie der Zenturio Lucius Vorenus und der Legionär Titus Pullo. Diese beiden sind die Protagonisten der Serie. Es handelt sich bei ihnen zwar um historisch belegte Gestalten (die einzige Belegstelle ist in Caesars Schrift „Über den Gallischen Krieg“, wo sie in einer berühmten Szene, dem „Certamen Centurionum“, als gleichrangige, um die Beförderung rivalisierende Zenturionen in einem spektakulären Wettstreit auftreten, B. G. 5,44), ihre Handlungen in der Serie sind aber völlig fiktiv.
Die deutsche Erstausstrahlung erfolgte zunächst ab Januar 2006 auf Premiere, ab Juli 2007 war sie im Free-TV bei RTL II zu sehen.

### 1.01 Der gestohlene Adler(The Stolen Eagle)
Nach seinem Sieg in Gallien erhält Caesar die Nachricht, dass seine Tochter Iulia im Kindbett gestorben ist. Sie war die Ehefrau des mächtigen Feldherrn Pompeius, der zusammen mit Caesar das Erste Triumvirat bildete; deshalb hat ihr Tod politische Konsequenzen. Die Blutsbande zwischen Caesar und Pompeius bestehen nicht länger. Caesar bittet seine Nichte Atia, eine neue Frau für Pompeius zu besorgen. Sie zwingt ihre Tochter Octavia, ihren Mann Glabius zu verlassen, um Pompeius als neue Ehefrau zu dienen. Dies misslingt, da Pompeius eine andere Frau heiratet, und zwar die Tochter von Scipio.
Atia schickt daraufhin ihren Sohn Gaius Octavius, Caesars Großneffen, den späteren Kaiser Augustus, zu Caesar nach Gallien. Als der Legionsadler Caesars auf Veranlassung des Pompeius gestohlen wird, erhalten der Zenturio Lucius Vorenus und der Legionär Titus Pullo den Auftrag, die Standarte zurückzuholen. In Gallien wird Octavius überfallen und gefangen genommen. Zufällig können Vorenus und Pullo ihn befreien und entdecken, dass die Räuber auch die Diebe des Legionsadlers in Begleitung eines Sklaven von Pompeius sind. Sie kehren mit dem Adler und Octavius zu Caesar zurück.
| Datum        | Zuschauer | Zuschauer       | Marktanteil | Marktanteil     | Quellen |
| Datum        | Gesamt    | 14 bis 49 Jahre | Marktanteil | Marktanteil     | Quellen |
| Datum        | Gesamt    | 14 bis 49 Jahre | Gesamt      | 14 bis 49 Jahre | Quellen |
| ------------ | --------- | --------------- | ----------- | --------------- | ------- |
| 8. Juli 2007 | 1,88 Mio. | 1,14 Mio.       | 5,9 %       | 8,9 %           | [ 3 ]   |

Deutschsprachige Erstausstrahlung (D): 15. Januar 2006 (Premiere)

### 1.02 Wie Titus Pullo die Republik stürzte(How Titus Pullo Brought Down the Republic)
Julius Caesar schickt Marc Anton mit beurlaubten Truppen nach Rom, wo dieser zum Volkstribun gewählt wird. Die Soldaten Lucius Vorenus und Titus Pullo kommen ebenfalls nach Hause. Vorenus kehrt zu seiner Frau zurück und erfährt überrascht, dass seine knapp 14-jährige Tochter inzwischen einen Sohn zur Welt gebracht hat. In Wirklichkeit handelt es sich um das Kind seiner Frau Niobe, das aus einem Verhältnis zu ihrem Schwager Evander stammt.
Im Senat drängt Pompeius Cicero, aus taktischen Gründen eine Mehrheit gegen Caesar zu schaffen und ihn zum Verräter erklären zu lassen. Marcus Antonius soll sein Veto einlegen; die ganze Prozedur ist als Warnung an Caesar gedacht, der erkennen soll, dass er keinen Rückhalt hat, aber nicht gezwungen werden soll, aktiv zu werden. Die Senatssitzung endet im Tumult und Marcus Antonius kann als Volkstribun sein Veto nicht einlegen. Zur Sitzung am nächsten Tag kommt es nicht mehr, da es bereits auf dem Forum zu Tumulten kommt, deren unfreiwilliger Auslöser Titus Pullo ist. In deren Verlauf wird Vorenus verletzt. In Ravenna entschließt sich Caesar, inzwischen zum Verräter erklärt, nach Rom vorzurücken. Als Vorwand benutzt er die Angriffe gegen das geheiligte Amt des Volkstribunen Marcus Antonius. Mit seinen Truppen überquert er den Rubicon.
| Datum        | Zuschauer | Zuschauer       | Marktanteil | Marktanteil     | Quellen |
| Datum        | Gesamt    | 14 bis 49 Jahre | Marktanteil | Marktanteil     | Quellen |
| Datum        | Gesamt    | 14 bis 49 Jahre | Gesamt      | 14 bis 49 Jahre | Quellen |
| ------------ | --------- | --------------- | ----------- | --------------- | ------- |
| 8. Juli 2007 | 2,07 Mio. | 1,22 Mio.       | 6,7 %       | 9,3 %           | [ 3 ]   |

Deutschsprachige Erstausstrahlung (D): 22. Januar 2006 (Premiere)

### 1.03 Eine Eule im Dornbusch(An Owl in a Thornbush)
Caesar nähert sich mit seiner 13. Legion den Mauern Roms. Vorenus ist wieder gesundet, den Marsch auf Rom sieht er aber als Frevel an den Göttern an. Währenddessen geraten die Bewohner Roms in Panik. Pompeius ist mit seinen Truppen nicht in der Lage, die Stadt zu halten, und flieht. Zuvor befiehlt er einigen Soldaten, den kompletten Staatsschatz aus der Stadt bringen zu lassen. Die Soldaten jedoch stehlen den Schatz für sich selbst und flüchten nach Norden. Auf dem Weg nehmen sie die Sklavin Irene gefangen und begegnen danach Caesars Vorhut unter dem Kommando Vorenus’. Es kommt zum Kampf, weil aber Vorenus Befehl hat, weiter vorzustoßen, untersucht er nicht die Ladung des unscheinbar wirkenden Wagens. In Rom verlässt Vorenus die Legion und wird einfacher Bürger. Pullo untersucht auf dem Rückweg den Wagen, befreit Irene und entdeckt das Gold.
| Datum         | Zuschauer | Zuschauer       | Marktanteil | Marktanteil     | Quellen |
| Datum         | Gesamt    | 14 bis 49 Jahre | Marktanteil | Marktanteil     | Quellen |
| Datum         | Gesamt    | 14 bis 49 Jahre | Gesamt      | 14 bis 49 Jahre | Quellen |
| ------------- | --------- | --------------- | ----------- | --------------- | ------- |
| 15. Juli 2007 | 1,30 Mio. | 0,77 Mio.       | 5,0 %       | 7,5 %           | [ 4 ]   |

Deutschsprachige Erstausstrahlung (D): 29. Januar 2006 (Premiere)

### 1.04 Stehlen von Saturn(Stealing From Saturn)
Caesar macht Pompeius ein unannehmbares Waffenstillstandsgebot. Zur Feier von Caesars Rückkehr nach Rom hält seine Nichte Atia ein Festmahl ab. Vorenus feiert sein neues Leben als Geschäftsmann. Doch das Fest findet ein jähes Ende, als Evander im Streit mit Lyde, Niobes Schwester, ein Bild des Janus, dem das Fest geweiht ist, zerbricht. Denn Lyde droht, Niobes Verhältnis mit ihrem Mann Evander zu verraten. Pompeius fordert Gold aus dem Staatsschatz an. Der Transport wird unbeabsichtigt durch Pullo aufgehalten, der erst im Nachhinein erkennt, dass es sich bei der Ladung des Transports um das Staatsgold handelt und daraufhin plant, das Gold zu veruntreuen. Das Gold fehlt damit sowohl Caesar als auch Pompeius, die immense Summen benötigen, um Anhänger und Soldaten zu bezahlen.
Pompeius erfährt durch einen Überlebenden des Goldtransports, dass dieser vermeintlich von Caesars Vorhut abgefangen wurde. Er schickt seinen Sohn Quintus in Begleitung nach Rom. Quintus trifft kurz nach Vorenus’ misslungenem Fest in Rom ein und bedroht ihn und Niobe. Durch das rechtzeitige Eintreffen von Pullo kann Quintus gefangen genommen und seine Begleitung vertrieben werden. Pullo erhält von Vorenus den Rat, Quintus an Cäsar zu übergeben und das Versteck des Goldes mitzuteilen. Pullo gehorcht und demzufolge kann Caesar seine finanzielle Lage deutlich bessern. Die Sklavin Irene bleibt zunächst bei Titus Pullo.
| Datum         | Zuschauer | Zuschauer       | Marktanteil | Marktanteil     | Quellen     |
| Datum         | Gesamt    | 14 bis 49 Jahre | Marktanteil | Marktanteil     | Quellen     |
| Datum         | Gesamt    | 14 bis 49 Jahre | Gesamt      | 14 bis 49 Jahre | Quellen     |
| ------------- | --------- | --------------- | ----------- | --------------- | ----------- |
| 15. Juli 2007 | 1,45 Mio. | 1,30 Mio.       | 5,5 %       | 7,9 %           | [ 4 ] [ 5 ] |

Deutschsprachige Erstausstrahlung (D): 5. Februar 2006 (Premiere)

### 1.05 Der Rammbock hat die Mauer berührt(The Ram Has Touched The Wall)
Pompeius nimmt Caesars Waffenstillstandsangebot an, lehnt aber ein Treffen ab. Unterdessen vergibt Caesar allen, die sich von Pompeius abwenden, und macht sie sich mit Bestechungszahlungen gefügig.
Trotz anfänglicher eigener Einwände, doch auf Drängen seiner Frau Niobe, willigt Vorenus schließlich in die Heirat seiner älteren Tochter Vorena mit Crito, dem vermeintlichen Vater des kleinen Lucius, ein. Vorenus und Pullo machen die Sklavin Irene ausfindig und Vorenus kauft die Frau für seinen Freund. Sie soll Niobe zur Hand gehen, doch diese fürchtet, die junge Frau könne ihr Verhältnis mit Schwager Evander aufdecken.
Vorenus’ Einstieg ins Geschäftsleben misslingt: Mit Ausnahme des kleinen Rubio sind alle aus Gallien mitgebrachten Sklaven an der schwarzen Ruhr gestorben. Erastes bietet ihm eine Tätigkeit als Schuldeneintreiber an, doch Vorenus weigert sich, einen Schuldner zu töten. Er wird wieder Soldat.
Als Marc Anton Atia von Caesars Affäre mit Servilia erzählt, die den Feldherrn davon abhält, Pompeius zu verfolgen, lässt sie obszöne Sprüche an Hauswände malen, die Caesars Affäre thematisieren. Notgedrungen gibt Caesar nach. Servilia erfährt schließlich, wer hinter der Intrige steckt und verflucht sowohl Caesar als auch dessen Nichte Atia, die nicht ahnt, dass ihre Intrige von Servilia durchschaut wurde.
Indessen unterweist Pullo Octavius in der Kunst des Schwertkampfes. Doch der junge Adelige muss auch das Töten lernen. Gemeinsam stellen sie Evander. Als dieser sein Verhältnis mit Niobe leugnet, fordert Octavius Pullo auf, den Mann zu foltern. Als Evander schließlich gesteht, tötet Pullo ihn; Octavius und Pullo beschließen, das Geheimnis zu bewahren.
| Datum         | Zuschauer | Zuschauer       | Marktanteil | Marktanteil     | Quellen |
| Datum         | Gesamt    | 14 bis 49 Jahre | Marktanteil | Marktanteil     | Quellen |
| Datum         | Gesamt    | 14 bis 49 Jahre | Gesamt      | 14 bis 49 Jahre | Quellen |
| ------------- | --------- | --------------- | ----------- | --------------- | ------- |
| 22. Juli 2007 | 1,21 Mio. | –               | 4,1 %       | 6,0 %           | [ 6 ]   |

Deutschsprachige Erstausstrahlung (D): 12. Februar 2006 (Premiere)

### 1.06 Egeria(Egeria)
Während Caesar Pompeius in den Osten verfolgt, hat Marc Anton in Rom die Zügel in der Hand. Doch dann dreht Pompeius den Spieß um und macht Jagd auf Caesar. Marc Anton muss sich entscheiden, ob er Caesar gegenüber loyal bleiben will oder sich auf Atias und Pompeius’ Seite schlagen soll. Vorenus und Niobe kommen sich unterdessen wieder näher, wenn auch nur für kurze Zeit.
| Datum         | Zuschauer | Zuschauer       | Marktanteil | Marktanteil     | Quellen |
| Datum         | Gesamt    | 14 bis 49 Jahre | Marktanteil | Marktanteil     | Quellen |
| Datum         | Gesamt    | 14 bis 49 Jahre | Gesamt      | 14 bis 49 Jahre | Quellen |
| ------------- | --------- | --------------- | ----------- | --------------- | ------- |
| 22. Juli 2007 | 1,43 Mio. | –               | 4,8 %       | 6,5 %           | [ 6 ]   |

Deutschsprachige Erstausstrahlung (D): 19. Februar 2006 (Premiere)

### 1.07 Pharsalus(Pharsalus)
Auf dem Weg nach Griechenland erleiden Vorenus und Pullo mitsamt der 13. Legion Schiffbruch. Mit einer gewagten Rettungsaktion kämpfen die Soldaten ums Überleben. Caesars Truppen überwältigen trotz ihrer zahlenmäßigen Unterlegenheit die Armee des Pompeius in der Schlacht von Pharsalos. Pompeius flüchtet unter falscher Identität nach Ägypten, wo er im Auftrag der Ptolemäer ermordet wird.
| Datum         | Zuschauer | Zuschauer       | Marktanteil | Marktanteil     | Quellen     |
| Datum         | Gesamt    | 14 bis 49 Jahre | Marktanteil | Marktanteil     | Quellen     |
| Datum         | Gesamt    | 14 bis 49 Jahre | Gesamt      | 14 bis 49 Jahre | Quellen     |
| ------------- | --------- | --------------- | ----------- | --------------- | ----------- |
| 29. Juli 2007 | 1,19 Mio. | 0,65 Mio.       | 3,7 %       | 5,1 %           | [ 7 ] [ 5 ] |

Deutschsprachige Erstausstrahlung (D): 26. Februar 2006 (Premiere)

### 1.08 Caesarion(Caesarion)
Auf der Jagd nach Pompeius haben Caesar und seine Truppen Ägypten erreicht. Caesar sucht den ägyptischen Herrscher Ptolemaios in dessen Palast auf, der noch ein Kind ist und unter dem Einfluss seiner Räte regiert. Hier erfährt Caesar vom gewaltsamen Tod Pompeius’ und verlangt die Auslieferung des Mörders.
Vorenus und Pullo werden von Caesar mit der Befreiung der von Ptolemaios gefangen gehaltenen Kleopatra beauftragt und kommen gerade noch rechtzeitig, um einen von ihrem Bruder initiierten Mordanschlag auf sie zu verhindern. Die Königin fordert Vorenus zum Geschlechtsverkehr auf, da sie sich im fruchtbarsten Punkt ihres Menstruationszyklus befindet und Caesar somit ein Kind schenken kann, doch er lehnt ab und übergibt die Pflicht an den erfreuten Titus Pullo.
Sie bringen Kleopatra zu Caesar, der daraufhin Ptolemaios stürzt, dessen Räte hinrichten lässt und Kleopatra als Königin einsetzt. Nachfolgend kommt es in Alexandria zu Unruhen und Caesar verschanzt sich mit seinen Truppen im Palast der Kleopatra. In Rom erhalten Cicero und Brutus später die Nachricht, dass Caesar die Aufständischen besiegt hat und die römische Vorherrschaft über Ägypten gesichert ist. Kleopatra bringt einen Knaben (Ptolemaios XV., genannt Caesarion) zur Welt, der von Caesar, dem vermeintlichen Vater, den jubelnden Legionären präsentiert wird.
| Datum         | Zuschauer | Zuschauer       | Marktanteil | Marktanteil     | Quellen |
| Datum         | Gesamt    | 14 bis 49 Jahre | Marktanteil | Marktanteil     | Quellen |
| Datum         | Gesamt    | 14 bis 49 Jahre | Gesamt      | 14 bis 49 Jahre | Quellen |
| ------------- | --------- | --------------- | ----------- | --------------- | ------- |
| 29. Juli 2007 | 1,42 Mio. | 0,65 Mio.       | –           | 5,9 %           | [ 7 ]   |

Deutschsprachige Erstausstrahlung (D): 5. März 2006 (Premiere)

### 1.09 Utica(Utica)
Cato und Scipio sind bei Utica vernichtend geschlagen worden und nehmen sich das Leben. In Rom will Caesar als Diktator die Republik erneuern, während die von ihm verstoßene Geliebte Servilia zur erbitterten Feindin des neuen Herrschers wird. Von Servilia unter Druck gesetzt, verführt Octavia ihren Bruder Octavius, um das Geheimnis von Caesars Erkrankung (Epilepsie) zu erfahren.
Vorenus und Pullo arbeiten in der Fleischerei, die Niobe und Lyde in Vorenus’ Abwesenheit erfolgreich geführt haben. Als Vorenus von Erastes bedroht wird, erscheint im geeigneten Moment Caesar und schützt ihn. Er überzeugt Vorenus, als Magistrat bei den kommenden Wahlen zu kandidieren. Servilia wird auf offener Straße von den Männern des Timon angegriffen, ihre Sklaven getötet, ihre Haarpracht teils abgeschnitten und sie halbnackt zurückgelassen.
| Datum          | Zuschauer | Zuschauer       | Marktanteil | Marktanteil     | Quellen |
| Datum          | Gesamt    | 14 bis 49 Jahre | Marktanteil | Marktanteil     | Quellen |
| Datum          | Gesamt    | 14 bis 49 Jahre | Gesamt      | 14 bis 49 Jahre | Quellen |
| -------------- | --------- | --------------- | ----------- | --------------- | ------- |
| 5. August 2007 | –         | –               | –           | 5,6 %           | [ 8 ]   |

Deutschsprachige Erstausstrahlung (D): 12. März 2006 (Premiere)

### 1.10 Triumph(Triumph)
Der Senat ernennt Caesar für zehn Jahre zum Imperator und überträgt ihm somit die absolute Macht. Vorenus bereitet sich auf sein neues Amt als Magistrat vor. Pullo, mittlerweile Zivilist, will die Sklavin Irene heiraten und kauft sie frei, um mit ihr ein neues Leben anzufangen. Doch ein anderer Sklave gesteht Pullo seine Liebe zu Irene. Aus Wut lässt Pullo sich zu einer Gewalttat hinreißen und ermordet ihn. Es kommt daraufhin zum Bruch zwischen Pullo und Vorenus.
Deutschsprachige Erstausstrahlung (D): 19. März 2006 (Premiere)

### 1.11 Die Beute(The Spoils)
Vorenus empfängt Bittsteller in seinem Haus, unter ihnen auch Mascius, einen ehemaligen Kameraden. Mascius fordert Land für sich und seine Freunde als Anerkennung für den unter Caesar geleisteten Militärdienst. Vorenus gelingt es, ihm in Caesars Auftrag Land außerhalb Italiens anzubieten, doch keiner von beiden ist zufrieden mit dem Handel und Vorenus erkennt, dass er für das politische Taktieren nicht geboren ist.
Unterdessen arbeitet Pullo als Auftragsmörder für Erastes. Als er einen Mann tötet, wird er dabei beobachtet und in den Kerker geworfen. Octavius hat Mitleid mit dem Soldaten, doch Caesar lehnt es ab, sich für seinen ehemaligen Legionär Pullo einzusetzen. Zu leicht würde der Eindruck entstehen, Caesar habe den Mord an einem politischen Gegner in Auftrag gegeben.
Vorenus folgt Caesars Argumentation, doch Octavius engagiert über Timon einen Anwalt, der aber wenig ausrichten kann. Pullo wird zum Tod in der Arena verurteilt. Erst als die Gladiatoren die 13. Legion beleidigen, kämpft Pullo und tötet sie alle; dann sinkt er erschöpft zu Boden. Als ein letzter Gladiator die Arena betritt, hält es Vorenus nicht mehr auf seinem Platz: Er drängt in die Arena und rettet seinen Freund.
Atia warnt Caesar vor Brutus, der auf Wandzeichnungen als Mörder Caesars dargestellt wird. Als Caesar ihm nun die Statthalterschaft über Makedonien anbietet, erkennt Brutus, dass Caesar ihm nicht mehr vertraut und ihn fernhalten will. Er lehnt das Angebot ab. Während Posca nun Erastes für den Auftragsmord bezahlt, beschließt Brutus, gemeinsam mit Cassius gegen Caesar vorzugehen.
| Datum           | Zuschauer | Zuschauer       | Marktanteil | Marktanteil     | Quellen |
| Datum           | Gesamt    | 14 bis 49 Jahre | Marktanteil | Marktanteil     | Quellen |
| Datum           | Gesamt    | 14 bis 49 Jahre | Gesamt      | 14 bis 49 Jahre | Quellen |
| --------------- | --------- | --------------- | ----------- | --------------- | ------- |
| 12. August 2007 | 0,84 Mio. | 0,49 Mio.       | 3,0 %       | 4,6 %           | [ 9 ]   |

Deutschsprachige Erstausstrahlung (D): 26. März 2006 (Premiere)

### 1.12 Die Kalenden des Februar(Kalends of February)
Vorenus lässt Pullo in seinem Haus gesund pflegen. Eines Nachts steht Irene mit einem Messer in der Hand am Bett des Wehrlosen, doch Niobe kommt hinzu und verhindert das Schlimmste. Pullo und Vorenus haben durch ihren Auftritt in der Arena einige Popularität gewonnen. Um die Gunst des Volkes nicht zu verlieren, ernennt Caesar, inzwischen Diktator auf Lebenszeit, Vorenus zum Senator. Damit erregt er den Zorn der Patrizier, vor allem von Brutus, Cicero und Cassius. Sie schmieden ein Mordkomplott, für dessen Gelingen Servilia den Beistand ihrer Ahnen erfleht.
Caesars Ehefrau Calpurnia wird von düsteren Vorahnungen gequält und auch der Diktator erkennt, dass die Zahl seiner Gegner wächst. Um Caesars persönliche Sicherheit zu erhöhen, soll der neu ernannte Senator Vorenus nicht von seiner Seite weichen. Doch Servilia weiß ein sicheres Mittel, um Vorenus fortzulocken: Ihre Sklavin Eleni enthüllt Vorenus das Geheimnis von Niobes Fehltritt. Vorenus bleibt der entscheidenden Senatssitzung fern, sodass Caesar seinen Mördern schutzlos ausgeliefert ist, welche ihn mit zahlreichen Messerstichen niederstrecken. Brutus selbst hält sich im Hintergrund, erst auf Drängen seiner Freunde führt er den letzten Hieb aus. Marc Anton kommt zu spät, um noch eingreifen zu können. Gleichzeitig hat Servilia Atia zu sich eingeladen. Sie erzählt der Ahnungslosen und ihrem Sohn Octavius von dem Mord an Caesar. Und sie kündigt an, dass sie grausame Rache an Atia nehmen werde, ganz egal, wo diese Zuflucht suchen wird.
Vorenus konfrontiert Niobe mit Elenis Enthüllung, sie gibt daraufhin zu, ein Verhältnis mit Evander unterhalten zu haben, da sie Vorenus für tot hielt. Vorenus greift im Zorn nach einem Küchenmesser. Um ihren Mann nicht zum Mörder zu machen, stürzt sich Niobe vom Balkon in die Tiefe und stirbt. Pullo geht auf das Land hinaus, um an einem bestimmten Altar die Götter für seine Untaten um Vergebung zu bitten. In der Schlusseinstellung geht er Hand in Hand mit Irene, die ihn auf seinem Weg begleitet hat, weg.
| Datum           | Zuschauer | Zuschauer       | Marktanteil | Marktanteil     | Quellen     |
| Datum           | Gesamt    | 14 bis 49 Jahre | Marktanteil | Marktanteil     | Quellen     |
| Datum           | Gesamt    | 14 bis 49 Jahre | Gesamt      | 14 bis 49 Jahre | Quellen     |
| --------------- | --------- | --------------- | ----------- | --------------- | ----------- |
| 12. August 2007 | 0,99 Mio. | –               | 3,5 %       | 4,9 %           | [ 9 ] [ 5 ] |

Deutschsprachige Erstausstrahlung (D): 2. April 2006 (Premiere)

## 2. Staffel
Die zweite Staffel wurde im Herbst 2006 in den Cinecittà-Studios in Rom gedreht und behandelt die Machtübernahme des jungen Gaius Octavius und seinen Aufstieg als Kaiser Augustus. Bis Mitte März lief sie auf dem amerikanischen Bezahlsender HBO. In der zehnten und letzten Folge wird der endgültige Aufstieg des Augustus behandelt, sowie Kleopatras und Marc Antons Selbstmord. Der Pay-TV-Sender Premiere zeigte die zweite Staffel ab September 2007.
Im Free-TV sollte sie ursprünglich erstmals ab dem 14. Februar 2009 auf RTL II zu sehen sein, wurde jedoch kurzfristig wieder aus dem Programm genommen. Die Staffel wurde schließlich ab dem 4. Juli 2009 ausgestrahlt.

### 2.01 Pessach(Passover)
Julius Caesar wurde ermordet. Marc Anton ist nur knapp Cassius’ Schergen entkommen und plant eine Armee auszuheben. Doch Caesar hat in seinem Testament seinen Großneffen Octavius zum Alleinerben ernannt. Vorenus gibt sich die Schuld am Tod seiner Frau Niobe und Caesars und verflucht vor ihrer Leiche seine Familie. Pullo und Irene sind auf dem Land und ahnen nichts von den dramatischen Ereignissen.
| Datum        | Zuschauer | Zuschauer       | Marktanteil | Marktanteil     | Quellen |
| Datum        | Gesamt    | 14 bis 49 Jahre | Marktanteil | Marktanteil     | Quellen |
| Datum        | Gesamt    | 14 bis 49 Jahre | Gesamt      | 14 bis 49 Jahre | Quellen |
| ------------ | --------- | --------------- | ----------- | --------------- | ------- |
| 4. Juli 2009 | 0,78 Mio. | 0,41 Mio.       | 3,7 %       | 5,5 %           | [ 10 ]  |

Deutschsprachige Erstausstrahlung (D): 16. September 2007 (Premiere)

### 2.02 Sohn des Hades(Son of Hades)
Kleopatra besucht Rom, um die Anerkennung Caesarions als legitimen Sohn des ermordeten Julius Caesar zu fordern. Marc Anton, inzwischen Konsul von Rom, lehnt ab. Die Auseinandersetzungen zwischen ihm und Octavius, der zu Caesars Alleinerben ernannt wurde, werden immer schärfer. In Marc Antons Auftrag versuchen Vorenus und Pullo, den Machtkampf zwischen den rivalisierenden Collegien auf dem Aventin, nachdem sie Erastes ermordet haben, unter Kontrolle zu bringen.
| Datum        | Zuschauer | Zuschauer       | Marktanteil | Marktanteil     | Quellen |
| Datum        | Gesamt    | 14 bis 49 Jahre | Marktanteil | Marktanteil     | Quellen |
| Datum        | Gesamt    | 14 bis 49 Jahre | Gesamt      | 14 bis 49 Jahre | Quellen |
| ------------ | --------- | --------------- | ----------- | --------------- | ------- |
| 5. Juli 2009 | 0,75 Mio. | –               | –           | –               | [ 11 ]  |

Deutschsprachige Erstausstrahlung (D): 27. September 2007 (Premiere)

### 2.03 Dies sind die Worte von Marcus Tullius Cicero(These Being the Words of Marcus Tullius Cicero)
Brutus und Cassius versuchen, im Osten des Reiches eine Armee aufzustellen. Marc Anton setzt unterdessen in Rom Cicero unter Druck, ihm die Provinz Gallien zu übertragen. Doch Cicero lässt im Senat seine Abrechnung mit Marc Anton verlesen und fordert Octavius auf, seine Armeen zu sammeln. Vorenus zieht mit Marc Antons Armee nach Norden. Pullo erfährt unterdessen, dass die Kinder von Vorenus am Leben sind.
| Datum         | Zuschauer | Zuschauer       | Marktanteil | Marktanteil     | Quellen |
| Datum         | Gesamt    | 14 bis 49 Jahre | Marktanteil | Marktanteil     | Quellen |
| Datum         | Gesamt    | 14 bis 49 Jahre | Gesamt      | 14 bis 49 Jahre | Quellen |
| ------------- | --------- | --------------- | ----------- | --------------- | ------- |
| 12. Juli 2009 | 0,82 Mio. | –               | –           | 3,9 %           | [ 12 ]  |

Deutschsprachige Erstausstrahlung (D): 4. Oktober 2007 (Premiere)

### 2.04 Testudo et Lepus(Testudo et Lepus)
Atias Köchin kostet vergiftetes Essen und stirbt. Unter Folter gibt Duro, der Giftmischer, seine Auftraggeberin preis: Servilia. In Gallien kommt es derweil zur Konfrontation zwischen Marc Anton und Octavius. Überraschend kann Octavius die Schlacht von Mutina für sich entscheiden. Pullo findet Vorenus unter Marc Antons geschlagenen Männern und überbringt ihm die Nachricht, dass seine Kinder noch am Leben sind.
Deutschsprachige Erstausstrahlung (D): 11. Oktober 2007

### 2.05 Helden der Republik(Heroes of the Republic)
Cicero setzt Octavius’ Ernennung zum Konsul durch. Doch der fordert, Brutus und Cassius zu Staatsfeinden erklären zu lassen. Cicero fürchtet einen neuen Diktator und bittet Brutus und Cassius, mit ihren Armeen nach Rom zu ziehen. Angesichts der Übermacht versucht Atia ihren Sohn Octavius und ihren Liebhaber Marc Anton zu versöhnen. Unterdessen kehren Vorenus und Pullo mit den Kindern, die versklavt worden waren, nach Rom zurück.
Deutschsprachige Erstausstrahlung (D): 18. Oktober 2007

### 2.06 Philippi(Philippi)
Octavius und Marc Anton verbünden sich gegen Brutus und Cassius. Sie beauftragen die Kollegien Roms, unter Vorenus’ Führung die Freunde ihrer Gegner zu töten, damit die nicht gewarnt werden. Als einer der Ersten stirbt Cicero unter Pullos Schwert. Die Armeen von Octavius und Marc Anton ziehen nach Griechenland, Brutus und Cassius entgegen. Angesichts der vermeintlichen Übermacht sucht Brutus die Entscheidung in der Schlacht bei Philippi.
Deutschsprachige Erstausstrahlung (D): 25. Oktober 2007

### 2.07 Totenmaske(Death Mask)
Die Entscheidungsschlacht ist geschlagen: Brutus und Cassius sind tot. Octavius schlägt seinen Verbündeten Marc Anton und Lepidus ein Triumvirat vor, doch Marc Anton will das Reich aufteilen. Als Marc Anton sich von Herodes bestechen lässt, kommt es zum Streit. Atia sorgt für eine Aussprache, die durch eine Heirat besiegelt werden soll: Marc Anton heiratet Atias Tochter Octavia.
Deutschsprachige Erstausstrahlung (D): 1. November 2007

### 2.08 Eine notwendige Fiktion(A Necessary Fiction)
Auf Anordnung des Octavius muss seine Schwester Octavia Marc Anton heiraten. Vorenus erhält den Auftrag, Herodes’ Bestechungsgeld nach Rom bringen zu lassen, doch der Trupp wird überfallen, das Gold verschwindet spurlos. Vorenus und Pullo suchen nach dem Verräter. Unterdessen erfährt Octavius die Wahrheit über die Ehe seiner Schwester: Sie und Marc Anton haben weiterhin eigene Affären. Octavius stellt Mutter und Schwester unter Hausarrest und zwingt Marc Anton, sich nach Alexandria zurückzuziehen.
Deutschsprachige Erstausstrahlung (D): 8. November 2007

### 2.09 Deus Impeditio Esuritori Nullus(Deus Impeditio Esuritori Nullus)
Einige Jahre später: Marc Anton und Cleopatra verbringen ihre Tage im Drogenrausch in Alexandria, während Rom unter einer Hungersnot leidet. Octavius ist bereit, für Getreide den dreifachen Preis zu zahlen, doch Marc Anton stellt unerfüllbare Nachforderungen. Octavius schickt Atia und Octavia zu ihm, um ihn zum Einlenken zu bewegen oder den Liebling der Massen durch Abweisung seiner Ehefrau so zu entzaubern, dass er ihm den Krieg erklären kann.
Deutschsprachige Erstausstrahlung (D): 15. November 2007

### 2.10 De Patre Vostro(De Patre Vostro)
Cleopatras Flotte wird in der Schlacht bei Actium vernichtend von Octavius geschlagen. Marc Anton und Kleopatra verschanzen sich im Palast. Er will gemeinsam mit ihr in den Tod gehen, doch Octavius bietet Cleopatra ihr Leben an, wenn sie ihren Geliebten ausliefert. In Wirklichkeit will Octavius Caesars vermeintlichen Sohn Caesarion töten lassen und seine Mutter in Rom als Gefangene vorführen. Octavian ist fast am Ziel. Alle seine Gegner sind tot und er kann nun seine Alleinherrschaft implementieren.
Deutschsprachige Erstausstrahlung (D): 22. November 2007

## Fortsetzung
Weitere Staffeln sind nicht geplant. Spekulationen, vor allem die außergewöhnlich hohen Kosten würden gegen eine Fortsetzung sprechen, werden von den Produzenten nicht kommentiert. Im Nachhinein jedoch gaben die Produzenten zu, es sei einer ihrer größten Fehler gewesen, die Serie einzustellen.
HBO wollte die Serie eigentlich bereits nach der ersten Staffel einstellen. Man entschied sich dann zwar für eine zweite kürzere Staffel (zehn Episoden), entließ aber unmittelbar nach dem Dreh die Darsteller und begann die Sets abzureißen. Als am 10. August 2007 der Rest des Drehsets einem Brand zum Opfer fiel, schien die Fortsetzung der Serie endgültig ausgeschlossen. Pläne für einen Kinofilm oder eine weitere Staffel wurden nicht mehr weiterverfolgt.

## Personen und Darsteller
| Darsteller                                     | Rolle                     | Historischer Charakter                 | Deutscher Synchronsprecher                               | Rollenbeschreibung |
| ---------------------------------------------- | ------------------------- | -------------------------------------- | -------------------------------------------------------- | --- |
| Kevin McKidd                                   | Lucius Vorenus            | Lucius Vorenus                         | Tobias Kluckert                                          | Offizier der 13. Legion, nach einem Soldaten aus De bello Gallico (5,44)                                                 |
| Ray Stevenson                                  | Titus Pullo               | Titus Pullo                            | Torsten Michaelis                                        | Legionär der 13. Legion, nach einem Soldaten aus De bello Gallico (5,44)                                                 |
| Ciarán Hinds                                   | Gaius Iulius Caesar       | Julius Caesar                          | Helmut Gauß                                              | Römischer Politiker und Feldherr, der zum Diktator wurde                                                                 |
| Kenneth Cranham                                | Pompeius                  | Gnaeus Pompeius Magnus                 | Jürgen Kluckert                                          | Römischer Politiker und Gegenspieler Caesars                                                                             |
| James Purefoy                                  | Marc Anton                | Marcus Antonius                        | Peter Flechtner                                          | General, Freund Caesars und Liebhaber von Atia                                                                           |
| Polly Walker                                   | Atia von den Juliern      | Atia                                   | Sabine Arnhold                                           | Nichte Caesars, Geliebte Marc Antons sowie Mutter von Octavia Minor und von Gaius Octavius, dem späteren Kaiser Augustus |
| Lindsay Duncan                                 | Servilia von den Juniern  | Servilia Caepionis                     | Viola Sauer                                              | Geliebte Caesars und Mutter von Brutus                                                                                   |
| Kerry Condon                                   | Octavia von den Juliern   | Octavia Minor                          | Luise Helm                                               | Tochter Atias und ältere Schwester Octavians, des späteren römischen Kaisers Augustus                                    |
| Indira Varma                                   | Niobe                     |                                        | Claudia Urbschat-Mingues                                 | Ehefrau von Lucius Vorenus                                                                                               |
| David Bamber                                   | Marcus Tullius Cicero     | Marcus Tullius Cicero                  | Lutz Mackensy                                            | Römischer Politiker, Redner und Philosoph                                                                                |
| Rick Warden                                    | Quintus Valerius Pompeius | Gnaeus Pompeius der Jüngere            | Kaspar Eichel                                            | Römischer Politiker und Militär, Sohn von Pompeius                                                                       |
| Karl Johnson                                   | Cato                      | Marcus Porcius Cato der Jüngere        | Friedrich G. Beckhaus                                    | Römischer Politiker, Gegner Caesars                                                                                      |
| Guy Henry                                      | Cassius                   | Gaius Cassius Longinus                 | Thomas Nero Wolff                                        | ein Mörder Caesars |
| Lyndsey Marshal                                | Cleopatra                 | Kleopatra VII.                         | Manja Doering                                            | Königin von Ägypten |
| Max Pirkis (Staffel 1) Simon Woods (Staffel 2) | Octavius                  | Gaius Octavius Thurinus                | Wanja Gerick                                             | Sohn Atias, Großneffe und Erbe Caesars und späterer Kaiser Augustus                                                      |
| Tobias Menzies                                 | Marcus Iunius Brutus      | Marcus Iunius Brutus                   | Matthias Hinze (Staffel 1) Alexander Doering (Staffel 2) | Sohn Servilias und Mörder Caesars                                                                                        |
| Lee Boardman                                   | Timon                     |                                        | Jörg Hengstler                                           | Jüdischer Söldner und Leibwächter in Atias Diensten                                                                      |
| Nicholas Woodeson                              | Posca                     |                                        | Uli Krohm                                                | Leibsklave Caesars, später Kaufmann und Berater von Antonius und Octavius                                                |
| Alex Wyndham                                   | Maecenas                  | Gaius Maecenas                         | Marcel Collé                                             | römischer Poet und Dichter, ein Freund von Octavius                                                                      |
| Allen Leech                                    | Agrippa                   | Marcus Vipsanius Agrippa               | David Nathan                                             | römischer General, ein Freund von Octavius und Geliebter von Octavia                                                     |
| Rafi Gavron                                    | Duro                      |                                        | Timm Neu                                                 | von Servilia beauftragter jugendlicher Giftattentäter, der Atia töten soll                                               |
| Chiara Mastalli                                | Irene                     |                                        | Angela Ringer                                            | germanische Sklavin, später Ehefrau von Titus Pullo                                                                      |
| Nigel Lindsay                                  | Levi                      |                                        | Detlef Bierstedt                                         | jüdischer Zelot, Bruder von Timon                                                                                        |
| Haydn Gwynne                                   | Calpurnia                 | Calpurnia                              | Helga Sasse                                              | Caesars Ehefrau |
| Zuleikha Robinson                              | Gaia                      |                                        | Alexandra Wilcke                                         | orientalische Sklavin, Geliebte von Titus Pullo                                                                          |
| Lorcan Cranitch                                | Erastes Fulmen            |                                        | Till Hagen                                               | römischer Geschäftsmann und Unterweltgröße                                                                               |
| Max Baldry                                     | Caesarion                 | Ptolemaios XV.                         | Leo Vornberger                                           | Sohn Kleopatras |
| Coral Amiga                                    | Vorena die Ältere         |                                        | Catrin Dams                                              | Älteste Tochter von Lucius Vorenus und Niobe                                                                             |
| Paul Jesson                                    | Scipio                    | Quintus Caecilius Metellus Pius Scipio | Roland Hemmo                                             | Römischer Politiker, Freund Catos und Feind Caesars                                                                      |
| Michael Nardone                                | Mascius                   |                                        | Marco Kröger                                             | Römischer Geschäftsmann                                                                                                  |
| Daniel Cerqueira                               | Memmio                    |                                        | Martin Keßler                                            | Römischer Geschäftsmann                                                                                                  |
| Lidia Biondi                                   | Merula                    |                                        | Sonja Deutsch                                            | Atias Leibsklavin |
| Esther Hall                                    | Lyde                      |                                        | Carola Ewert                                             | Schwester Niobes, Schwägerin von Lucius Vorenus                                                                          |
| Rene Zagger                                    | Herodes                   | Herodes der Große                      | Jaron Löwenberg                                          | Fürst der römischen Provinz Judäa                                                                                        |
| Camilla Rutherford                             | Iocasta                   |                                        | Sarah Riedel                                             | römische Adlige, später Ehefrau von Posca                                                                                |
| Alice Henley                                   | Livia                     | Livia Drusilla                         | Marie Bierstedt                                          | Ehefrau von Octavius |
| Kathryn Hunter                                 | Charmian                  |                                        | Regina Lemnitz                                           | Cleopatras Leibsklavin                                                                                                   |
| Suzanne Bertish                                | Eleni                     |                                        | Marianne Lutz                                            | Servilias Leibsklavin |
| Ronan Vibert                                   | Lepidus                   | Marcus Aemilius Lepidus                | Jan Spitzer                                              | Römischer Politiker, Verbündeter Octvians und Marc Antons                                                                |
| Tony Guilfoyle                                 | Pothinus                  | Potheinos                              | Santiago Ziesmer                                         | Leibdiener des ägyptischen Pharao                                                                                        |

## Kontroversen
Die Episode 1.11 Die Beute erhielt von der FSK keine Jugendfreigabe. Die restlichen Folgen wurden ab 12 oder 16 Jahren freigegeben, weshalb die um 20:15 Uhr gezeigten Episoden teilweise geschnitten wurden. Dennoch wurde auch diese Version schon vorab wegen der drastischen Darstellung von Gewalt und Sex scharf kritisiert, obwohl die FSF eine Freigabe für eine Ausstrahlung ab 20 Uhr erteilte. Der Gong bemängelt „die Konfrontation Zwölfjähriger mit übermäßiger Darstellung von Sexualität und Gewalt“. Die Kommission für Jugendmedienschutz verweigerte bisher eine Begutachtung der Serie.

## DVD
In den USA und Großbritannien erschien im August 2006 die erste Staffel auf DVD. Zusätzlich zu allen zwölf Episoden enthalten die sechs DVDs noch viele Extras, sowie Hintergrundinformationen zum Leben im alten Rom, dabei werden speziell Bräuche in den einzelnen Episoden erklärt. Die „UK-Box“ enthält zusätzlich zum Originalton auch eine deutsche Tonspur. Dieses DVD-Set ist seit Ende August 2006 auch in Deutschland im Verleih erhältlich.
Als Verleihversion ist die erste Staffel schon seit längerem verfügbar. Die „Kauf-Box“ erschien im April 2007 in der Schweiz ungeschnitten (keine Jugendfreigabe) und kann dort erworben werden.
Am 13. August 2007 ist die Kaufversion auch in Deutschland und Österreich erschienen. Es ist eine geschnittene, die ab 16 Jahren freigegeben ist, und eine ungeschnittene Version (ebenfalls „keine Jugendfreigabe“) veröffentlicht worden.
Die zweite Staffel ist in Deutschland am 7. November 2008 erschienen, sie ist ab 16 Jahren freigegeben.
Eine „Rom Superbox“, welche beide Staffeln enthält, wurde Ende 2008 in Deutschland veröffentlicht.

## Hintergrund
Nahezu alle wichtigen Protagonisten der späten römischen Republik, die in Vorgängerproduktionen oft im Schatten Caesars, Marc Antons und Octavians stehen, kommen in „Rom“ zur Geltung, darunter Cicero, Gnaeus Pompeius Magnus, Cato der Jüngere und sogar Frauen wie Atia und Servilia Caepionis. Die Handlung ist phantasievoll von den Erfahrungen zweier römischer Soldaten eingerahmt, Lucius Vorenus und Titus Pullo, für deren historische Existenz es durch eine kurze Erwähnung in Caesars De bello Gallico (5,44) zumindest einen schriftlichen Hinweis gibt.
Das Produktionsdesign zeichnet sich durch eine minutiös recherchierte Detailgenauigkeit aus, wie sie nicht einmal in neueren Adaptionen der Antike (Gladiator, Caesar und Cleopatra, Julius Caesar, Alexander) realisiert ist. Weniger mit den Mitteln großformatiger Computereffekte als durch authentisch restaurierte und belebte Kulissen (Mosaike und Bilder auf Hauswänden, Kalender- und Zeitmessung, Heroldswesen, Marktschreier, schmutzige Straßen, streunende Tiere) wird ein buntes und lebensnahes Panorama der Antike aufgespannt. Dies gibt der Serie weniger den Anstrich eines Monumentalfilms als vielmehr eines dokumentarischen Sittengemäldes. Anstelle einer einseitig militärischen Perspektive werden die sozialen Schichten und Stände des römischen Staates (Plebejer, Patrizier), das Verhältnis zwischen Sklaven und Herren, aber auch die Bedeutung der römischen Religion äußerst differenziert, wenn auch nicht immer ganz korrekt (siehe unten Historische Ungenauigkeiten), herausgearbeitet. Die vielfach kritisierte Darstellung von Sexualität und Gewalt demontiert vor allem die von manchen Altertumswissenschaftlern, vor allem aber in populären Darstellungen bis heute teils idealisierte Vorstellung von Glanz und Glorie Roms. Auch entspricht die Verwendung vulgärer Ausdrücke durchaus der damaligen Realität, wie die Gedichte des römischen Dichters Catull, aber auch die in Pompeji auf Hauswänden gefundenen Graffiti zeigen (siehe auch Publikationen von John Clarke, Marilyn B. Skinner, Marguerite Johnson, Terry Ryan, Kenneth Dover und Wilfried Stroh; dort weiterführende Literatur). Nicht zuletzt sind auch die politischen Intrigen und Machtkämpfe, die in ihrem Zynismus an die Geschichtsschreibung des Tacitus erinnern, der jüngeren Forschung nachempfunden.
In der Gesamtbewertung ist den Produzenten und Autoren John Milius und Bruno Heller in Zusammenarbeit mit dem britischen Dokumentarfilmer und Althistoriker Jonathan Stamp jedoch ein großer Schritt über die Grenzen eines Genres gelungen, das seit „Rom“ mit dem Namen „Sandalenfilm“ nur noch unzureichend getroffen ist.

## Kritiken
„Plus: Diese Serie ist der ganz große Wurf, auf den Fans des Genres so lange gewartet haben!
Die Personen reden frei von künstlichem Pathos und handeln so lebensecht und frisch, als würde man durch ein Fenster direkt ins alte Rom gucken. Das alles – plus die fantastische, aufwändig recherchierte Ausstattung erheben die Serie fast schon in den Rang eines Dokumentarfilmes – was will man mehr? (…)“

Beide Staffeln erhielten laut Rotten Tomatoes im Durchschnitt gute bis sehr gute Kritiken.

## Historische Ungenauigkeiten
Rom übertrifft zwar den in ähnlichen Serien üblichen Standard historischer Genauigkeit, ist jedoch auch nicht immer korrekt entsprechend den aktuellen Forschungsergebnissen der Geschichtswissenschaft. So erlaubt sich die Serie etwa bezüglich der Charakterisierung von Personen sowie bei der Darstellung der historischen Abläufe, wie die Produzenten offen zugeben, Freiheiten:

“This series is much more about how the psychology of the characters affects history than simply following the history as we know it. There is a tendency in dramas about Rome to take a stiff, formal approach, which is certainly a valid way to treat the material, but we’re more interested in the living, breathing people.”

„In dieser Serie geht es mehr darum, wie die Psychologie der Charaktere sich auf die Geschichte auswirkt, als dass einfach der Geschichtsschreibung, wie wir sie kennen, gefolgt wird. Es besteht eine Neigung in Dramen über Rom ein steifes, formales Herangehen zu wählen, was sicherlich ein gültiger Weg ist, das Material aufzubereiten, aber wir sind mehr an den lebenden, atmenden Personen interessiert.“

Die Datenbank zu antiken Filmen Peplumania.com beurteilte die historische Genauigkeit im Vergleich:

„Die historischen Ereignisse gibt die Serie, bis auf kleinere künstlerische Freiheiten, weitgehend richtig wieder. Sie verkürzt in der Regel längere Vorgänge und Entwicklungen […], wie es ja auch üblich ist.“

Einige Beispiele für den Umgang mit historischen Erkenntnissen:
- Die Protagonisten Titus Pullo und Lucius Vorenus werden in De Bello Gallico, 5,44 als hierarchisch gleichgestellt bezeichnet, da beide bereits die obersten Rangklassen (primi ordines) in Aussicht haben. In der Serie ist dies jedoch nur Vorenus Centurio und wird entsprechend befördert.
- Kleopatra tritt nur kurz in Verbindung mit Caesar auf. Tatsächlich hielt sie sich mindestens zwei Jahre lang in Rom auf und kehrte erst nach Caesars Tod nach Ägypten zurück.[19]
- Die Ermordung Caesars weicht in wesentlichen Zügen von den Quellen ab: So wurde der historische Caesar im Theater des Pompeius in einem Versammlungsraum für den Senat (sogenannte Curia Pompeia) zu Füßen der Statue seines zeitweiligen Verbündeten und späteren Gegners Gnaeus Pompeius ermordet. In der Serie stirbt Caesar vor den Sitzbänken der Kurie auf dem Forum. Sueton (De Vita Caesarum, Divus Iulius, 82,2-3) berichtet in einer Version der Geschichte, Caesar habe im Moment des Attentats ausgerufen “Ista quidem vis est” (deutsch: „Das ist ja Gewalt!“) und kurz vor seinem Tod zu Brutus die griechische Formulierung «Καὶ σὺ τέκνον» (deutsch: „Auch du, mein Kind“) benutzt, das später oft als “Et tu, mi fili Brute!” (deutsch: „Auch du, mein Sohn Brutus!“) oder “Tu quoque, mi fili?” (deutsch: „Auch du, mein Sohn?“) wiedergegeben wurde.[23] Der sterbende Caesar in der Serie sagt hingegen – wie es auch Sueton als wahrscheinlicher schildert – gar nichts.
- Octavius, der spätere Kaiser Augustus, hält sich zum Zeitpunkt der Ermordung von Caesar in Rom auf. Tatsächlich hielt sich der damals 18-jährige Octavius zu diesem Zeitpunkt in Apollonia im heutigen Albanien auf, wo er Vorbereitungen für den geplanten Feldzug gegen die Parther traf.
- Die Persönlichkeit der Atia wird nicht korrekt anhand der historischen Quellen dargestellt: Die Mutter des Octavius wird in den Quellen als sittsame Frau beschrieben, ganz im Gegensatz zur Person in der Serie. Zudem verstarb sie bereits 43 v. Chr.[19]
- Die Ermordung von Marcus Tullius Cicero findet im Film im Sommer statt, was aus den reifen Pfirsichen an den Bäumen ersichtlich ist, während in Wirklichkeit die Tötung am 7. Dezember stattfand. Zudem wurde Cicero laut der historischen Quellenlage auf der Flucht von einem Militärtribunen namens Gaius Popilius Laenas (gemäß Livius) auf der Via Appia in seiner Sänfte erstochen. In der Serie wird Cicero in seinem Haus von Pullo getötet. Davor entspinnt sich ein längeres Gespräch, bei dem sich Cicero sehr gefasst zeigt und statt zu fliehen lieber einen Brief schreibt, um Brutus vor der vereinigten Armee Octavians und Markus’ zu warnen. Zudem wird in der Serie Ciceros Sekretär Tiro (in der Serie Tyro genannt) durch dessen Testament freigelassen. Der tatsächliche Tiro war allerdings bereits im April 53. v. Chr. (also zeitlich noch vor den Ereignissen der Serie) freigelassen worden und somit bei Ciceros Tod schon zehneinhalb Jahre lang ein freier Mann (wenngleich noch immer ein treuer Begleiter seines einstigen Herrn).
- Die Aufteilung Roms durch das Triumvirat erfolgte schon vor der Besetzung der Stadt in einem Heerlager und wurde später nachkorrigiert. In der Serie geschieht dies nach der Eroberung in einer Besprechung innerhalb der Stadt.
- In mehreren Szenen sind Tiere und Pflanzen der neuen Welt zu sehen, z. B. Aras. Diese waren vor der Entdeckung Amerikas in der alten Welt unbekannt.
- Caesarion war wahrscheinlich der Sohn von Caesar und Kleopatra und nicht, wie in der Serie angedeutet wird, der Sohn des Protagonisten Titus Pullo – für dessen Anwesenheit in Ägypten es keinerlei Beleg noch irgendeine Wahrscheinlichkeit gibt. Auch war Caesarion bei Kleopatras und Marcus Antonius’ Tod bereits 17 Jahre alt. Er konnte zudem nicht vor der Ermordung durch Octavian gerettet werden.
- In der Episode Dies sind die Worte von Marcus Tullius Cicero (These Being the Words of Marcus Tullius Cicero) der 2. Staffel wird die Provinz Bithynien in die östliche Türkei verlegt. Die Provinz lag aber im Nordwesten der heutigen Türkei.
- Bei der Bronzestatue, die oftmals im Hause der Atia zu sehen ist, handelt es sich um die Statue der Hebe (erste Version), die der dänische Bildhauer Bertel Thorvaldsen im Jahr 1815 in Rom geschaffen hat.
- In Szenen auf dem Forum Romanum ist der Septimius-Severus-Bogen zu sehen, obwohl dieser erst 203 n. Chr. errichtet wurde, also ca. 240 Jahre nach der Zeit, die in der Serie dargestellt wird.